# Los Sauces, Aguascalientes
Los Sauces är en ort i Mexiko.   Den ligger i kommunen Jesús María och delstaten Aguascalientes, i den centrala delen av landet, 400 km nordväst om huvudstaden Mexico City. Los Sauces ligger 1 874 meter över havet och antalet invånare är 218.
Terrängen runt Los Sauces är platt åt sydost, men åt nordväst är den kuperad. Runt Los Sauces är det tätbefolkat, med 459 invånare per kvadratkilometer. Närmaste större samhälle är Aguascalientes, 9,9 km söder om Los Sauces. Trakten runt Los Sauces består till största delen av jordbruksmark.